# Louis Lombardi

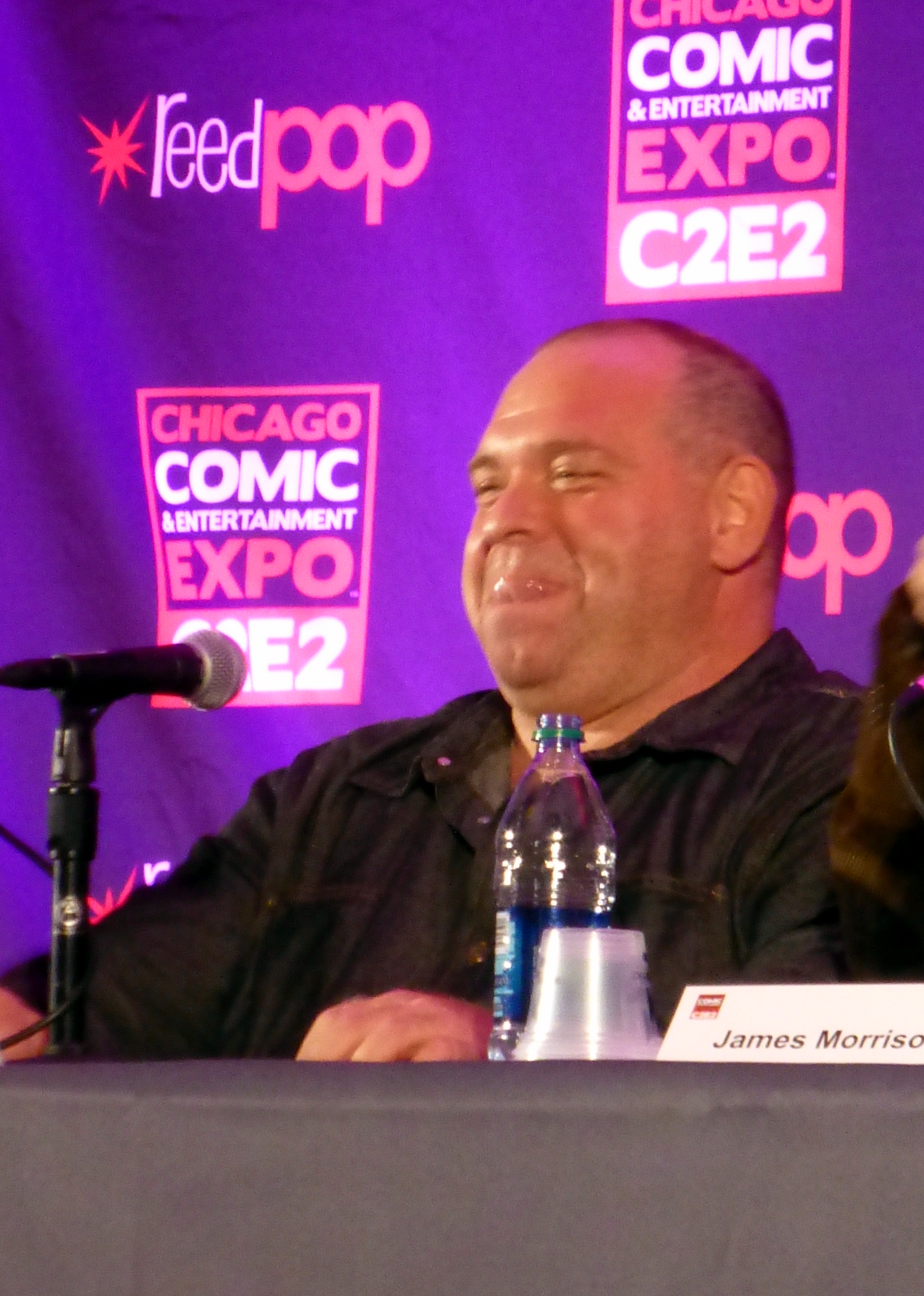
Louis Lombardi (2014)

Louis Lombardi (* 1968 in New York City) ist ein US-amerikanischer Schauspieler und Regisseur.

## Leben
Sein Debüt als Schauspieler gab Lombardi 1993 mit einer Rolle in der Direct-to-Video-Produktion High Kicks. Daran anschließend übernahm er eine Rolle in dem Film Unter Freunden. Im folgenden Jahr übernahm er kleinere Rolle in den Kinofilmen Beverly Hills Cop III sowie Natural Born Killers. Es folgten weitere kleine Auftritte, so unter anderem in dem Thriller Suicide Kings aus dem Jahre 1997.
Ein Jahr später übernahm er eine tragende Rolle in der Fernsehserie Fantasy Island, einer Fortsetzung der gleichnamigen Serie die von 1978 bis 1984 lief. In den Jahren 2000/2001 spielte er die Figur des FBI-Agenten Skip Lipari in der Serie Die Sopranos und er spielte in Kinofilmen wie Animal – Das Tier im Manne und Crime is King mit.
Es folgten weitere Kinoauftritte, aber er spielte auch in verschiedenen Serien mit. Eine seiner bekanntesten Rollen ist die des Edgar Stiles in der Fernsehserie 24.
Im Jahre 1999 gab er sein Debüt als Regisseur mit dem Kurzfilm The Boss. 2008 inszenierte er mit Dough Boys seinen ersten Langspielfilm, für den er auch das Drehbuch verfasste.
Louis Lombardi ist seit dem Jahr 2008 verheiratet und Vater eines Kindes.
Neben seiner Karriere als Schauspieler, bietet Lombardi auch Schauspielkurse an und vertreibt seine eigene Gourmet-Marke für italienisches Essen.

## Filmografie (Auswahl)
Schauspieler
- 1993: High Kicks
- 1993: Unter Freunden (Amongst Friends)
- 1994: Beverly Hills Cop III
- 1994: Natural Born Killers
- 1995: Die üblichen Verdächtigen (The Usual Suspects)
- 1997: Suicide Kings
- 1998–1999: Fantasy Island (Fernsehserie)
- 2000–2001: Die Sopranos (The Sopranos, Fernsehserie)
- 2001: Crime is King
- 2001: Animal – Das Tier im Manne (The Animal)
- 2003: Wonderland
- 2004: Spider-Man 2
- 2005–2006: 24 (Fernsehserie)
- 2008: CSI: NY (Fernsehserie, Folge 5x11)
- 2008: The Spirit
- 2010: Hawaii Five-0 (Fernsehserie)
- 2012: Battleship
- 2012: Any Day Now
- 2013: How Sweet It Is
- 2013: Runner Runner
- 2013: 2 Dead 2 Kill
- 2014: Jersey Boys
- 2019: Magnum P.I. (Fernsehserie, Folge 2x10)

Regisseur
- 1999: The Boss (Kurzfilm)
- 2008: Dough Boys (auch Drehbuch)